# Kraljevec na Sutli
Kraljevec na Sutli je naseljeno mjesto i istoimena općina u Hrvatskom zagorju u sastavu Krapinsko-zagorske županije.

## Zemljopis
Općina Kraljevec na Sutli nalazi se u Hrvatskom zagorju uz rijeku Sutlu. Unutar teritorija Krapinsko-zagorske županije općina Kraljevec na Sutli zauzima jugozapadni pogranični dio cijele teritorijalne granice s Republikom Slovenijom. Granice općine su: zapadnim dijelom, duž korita rijeke Sutle, granica prema Sloveniji, južnim dijelom granica sa Zagrebačkom županijom, sjevernim dijelom granica s Gradom Klanjcem te istočnim dijelom s općinom Veliko Trgovišće. U sastavu Krapinsko-zagorske županije Općina Kraljevec na Sutli s površinom od svega 26,95 km² spada teritorijalno u manje općine i zauzima svega 1,2 % teritorija županije.
Općina Kraljevec na Sutli ima školu, ljekarnu, Hrvatsku poštu, crkvu, groblje, lovački dom, vatrogasni dom, Puhački orkestar Lira i dvije male kapele u samome centru Kraljevca na Sutli i na Kapelskom Vrhu, plac i nekoliko trgovina.

## Stanovništvo
Prema popisu stanovništva iz 2011. godine, općina Kraljevec na Sutli imala je 1723 stanovnika, raspoređenih u 10 naselja:
- Draše – 123
- Gornji Čemehovec – 125
- Kačkovec – 152
- Kapelski Vrh – 104
- Kraljevec na Sutli – 377
- Lukavec Klanječki – 64
- Movrač – 135
- Pušava – 28
- Radakovo – 505
- Strmec Sutlanski – 110

| broj stanovnika | 2463  | 2598  | 2706  | 3066  | 3248  | 3453  | 3163  | 3141  | 3140  | 3052  | 2775  | 2526  | 2191  | 1973  | 1815  | 1727  | 1591  |
|                 | 1857. | 1869. | 1880. | 1890. | 1900. | 1910. | 1921. | 1931. | 1948. | 1953. | 1961. | 1971. | 1981. | 1991. | 2001. | 2011. | 2021. |

| broj stanovnika | 407   | 447   | 495   | 561   | 593   | 597   | 535   | 486   | 477   | 465   | 470   | 466   | 405   | 375   | 372   | 383   | 318   |
|                 | 1857. | 1869. | 1880. | 1890. | 1900. | 1910. | 1921. | 1931. | 1948. | 1953. | 1961. | 1971. | 1981. | 1991. | 2001. | 2011. | 2021. |

## Poznate osobe
- Robert Prosinečki, nogometaš (točnije Gornji Čemehovec)[nedostaje izvor]

## Obrazovanje
U općini Kraljevec na Sutli od 1848. djeluje osnovna škola Pavla Štoosa.

## Vanjske poveznice
- Službena web stranica općine